# Pochvatec šišákovitý
Pochvatec šišákovitý (Plectranthus scutellarioides), zvaný též africká kopřiva nebo coleus, je rostlina z čeledi hluchavkovitých, původem z jihovýchodní Asie a Austrálie. Patří mezi populární pokojové i venkovní okrasné rostliny, pěstované především pro své atraktivně zbarvené listy.

## Taxonomie
Rod Plectranthus a jemu příbuzné rody patří k taxonomicky problematickým skupinám rostlin, které se jenom obtížně rozlišují a v minulosti byly popisovány pod mnoha synonymy. Linném byl tento druh poprvé popsán jako Ocimum scutellarioides, tedy druh bazalky, následně byl Robertem Brownem přeřazen do rodu Plectranthus, později Benthamem do rodu Coleus jako Coleus scutellarioides a o století později, v roce 1975, ještě do rodu Solenostemon. Benthamem v roce 1832 popsaný nový druh Coleus blumei byl později ztotožněn s druhem C. scutellarioides jako jeho varieta. Molekulární studie ve 21. století celý rod Coleus sloučily do rodu Plectranthus.

## Popis

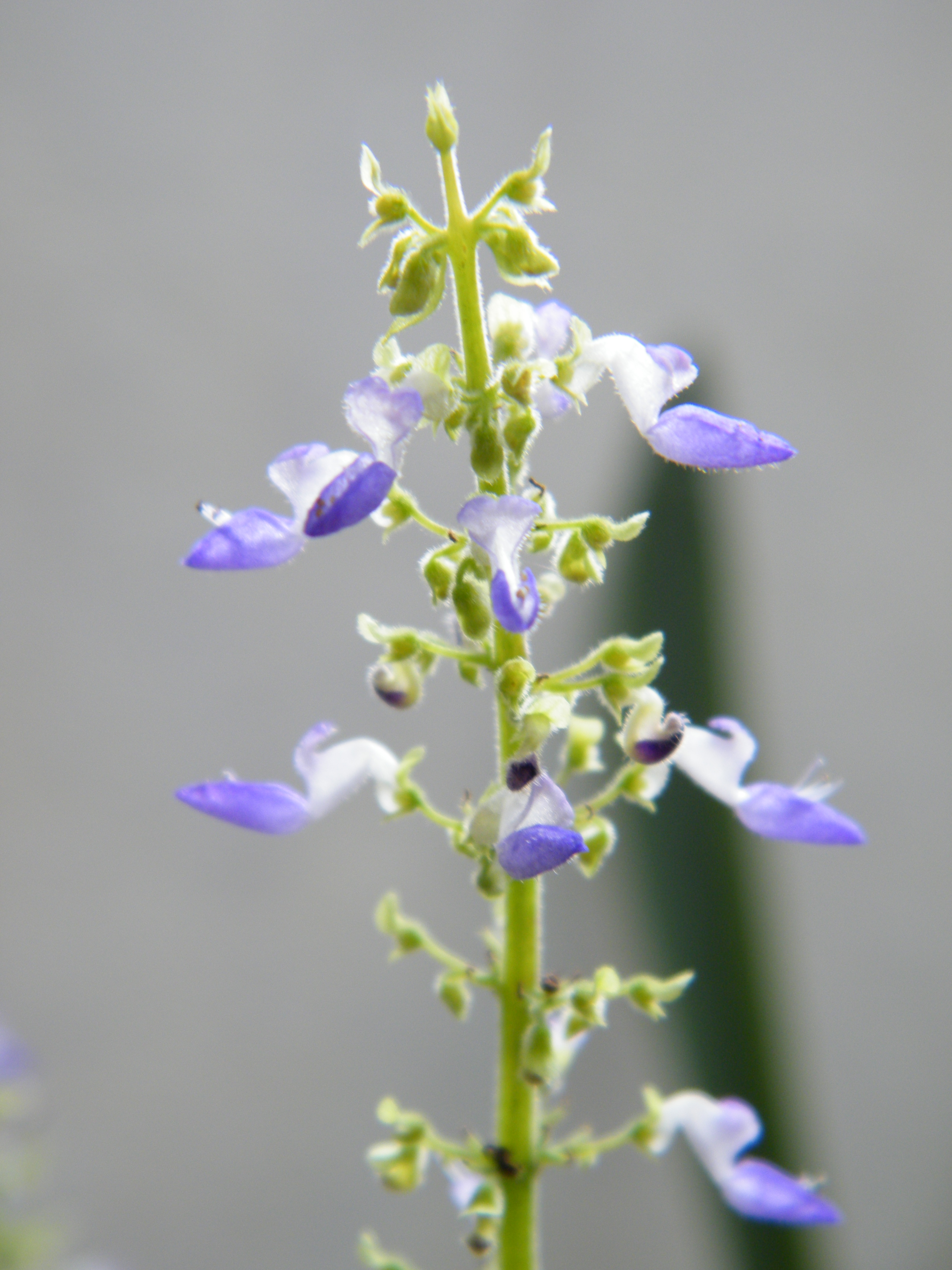
Detail květenství

Je to vytrvalá stálezelená bylina s přímým nebo vystoupavým stonkem, který často může na bázi dřevnatět. Dorůstá výšky 50–75, někdy až 150 cm. Lodyha je více či méně čtverhranná, lodyžní listy lehce masité, vstřícné, řapíkaté, špičatě vejčité, na okrajích pilovité, zubaté nebo jinak členěné. I v přírodním stavu jsou mírně variegované, tento rys však nabývá extrémních forem u kulturně rozmnožovaných jedinců, jejichž listy nabývají široké škály odstínů od zelené přes bílou, krémovou, žlutou, růžovou, červenou až po tmavě fialovou v mnoha různých barevných přechodech a vzorech. Toto zbarvení je způsobeno vlivem nestejnoměrné produkce rostlinných barviv při silném osvětlení, kdy v listech klesá produkce chlorofylu a naopak roste podíl červených a modrých anthokyanů.
Květy jsou drobné, se zvonkovitým kalichem a modrofialovou dvoupyskatou korunou, jejíž horní pysk zakrývá čtyři dvoubratré tyčinky. Vyrůstají v lichopřeslenech, které dále formují řídký koncový lichoklas. Opylovány jsou hmyzem, plody jsou tvrdky.

## Ekologie a rozšíření
Pochvatec šišákovitý se přirozeně vyskytuje v Přední a Zadní Indii, v jižní a jihovýchodní Číně, na Malajském poloostrově, na ostrovech Indonésie a na Filipínách, jeho areál zahrnuje také Papuasii a větší část Austrálie. Roste v tropických deštných lesích, na zastíněných březích vodních toků, na hrázích rýžovišť, v křovinách a sekundárních lesích, stejně jako na narušených antropických stanovištích. Preferuje vlhké, ale dobře odvodněné půdy. Celosvětově je pěstován jako okrasná rostlina a mnohde zdomácněl, například ve Střední a Jižní Americe nebo na západě Afriky.

## Pěstování
Jako takzvaná „barevná“ nebo „africká kopřiva“ je celosvětově oblíben jako okrasná rostlina, atraktivní především pestře zbarvenými listy. Bylo vyšlechtěno množství kultivarů a hybridů, které se liší jak tvarem listu, tak jejich zabarvením a vzorem. Kvetení je méně atraktivní a při pěstování je považováno za nežádoucí, neboť rostlinu vysiluje, proto je obvykle součástí péče jejich včasné odstraňování. Celkově se i v českých podmínkách jedná o nenáročnou, avšak nemrazuvzdornou pokojovou či balkónovou rostlinu, která se snadno množí řízkováním. Vyžaduje velice světlé stanoviště a stále vlhkou půdu, ne však přemokření. V zastínění se znehodnocuje či téměř ztrácí vybarvení listů. V tropických a subtropických oblastech naopak rostliny mírné přistínění vyžadují; zde je lze pěstovat celoročně venku v záhonech nebo tvarovat jako živý plot.

## Medicínský význam
Rostlina má význam i v tradiční asijské medicíně, kde byla využívána jako anthelmintikum, digestivum, sedativum či dokonce abortivum. Šťáva z listů se užívala k ošetřování škrábanců, odřenin, popálenin a otoků a proti neštovicím. V literatuře uváděné halucinogenní účinky se doposud ukazují jako spíše sporné a jsou předmětem dalším výzkumů.

## Galerie

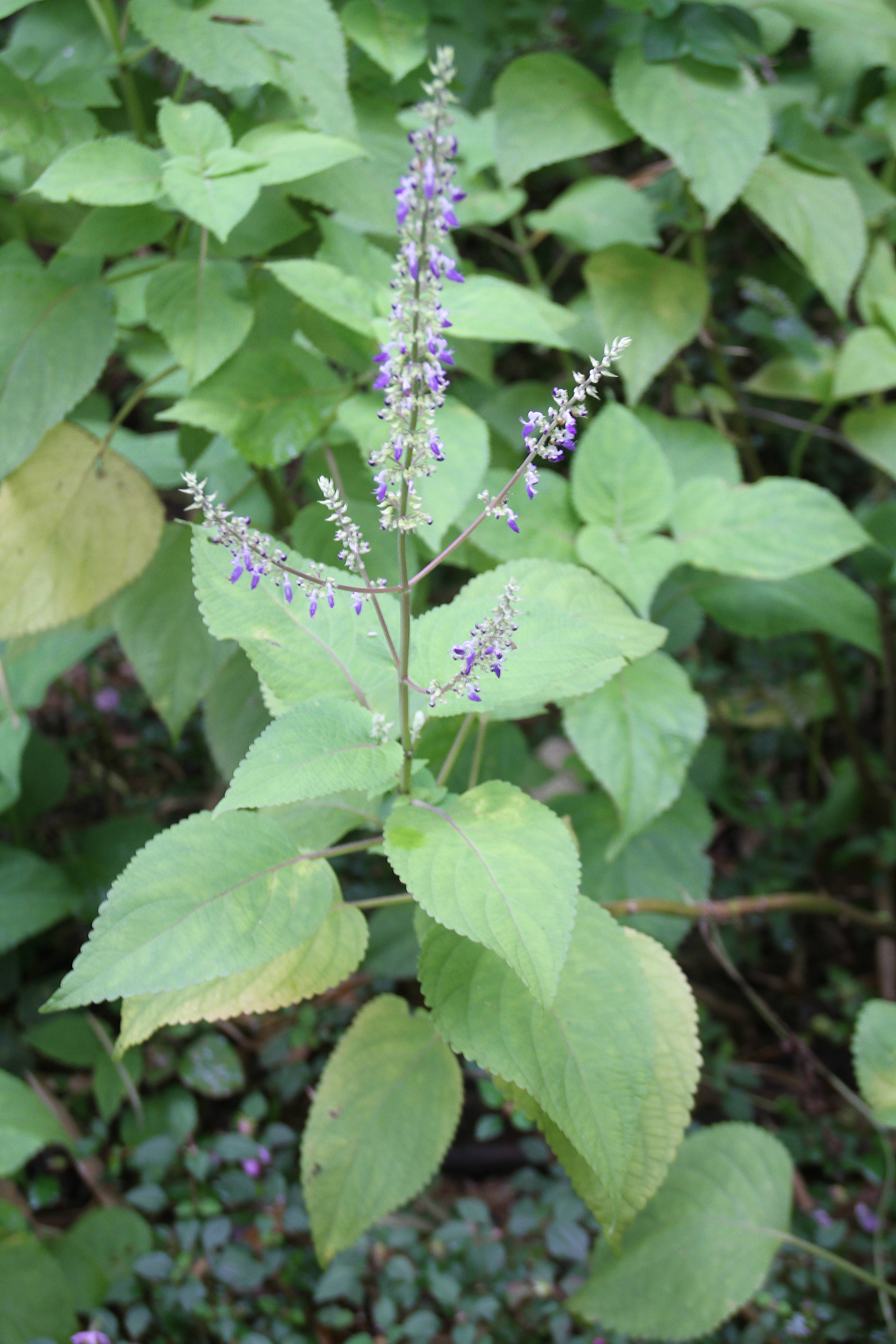
Původní botanická forma
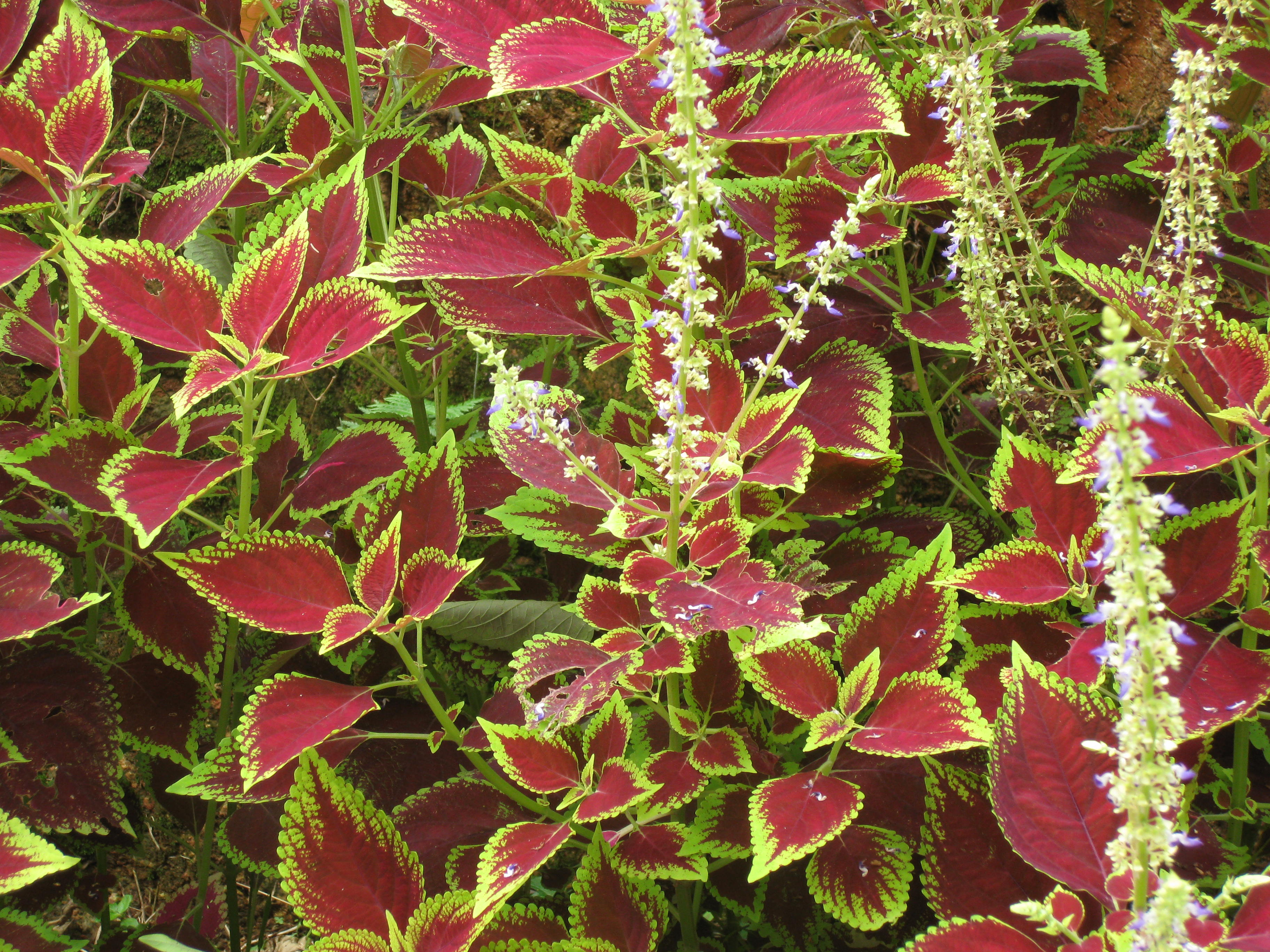
Okrasný kultivar
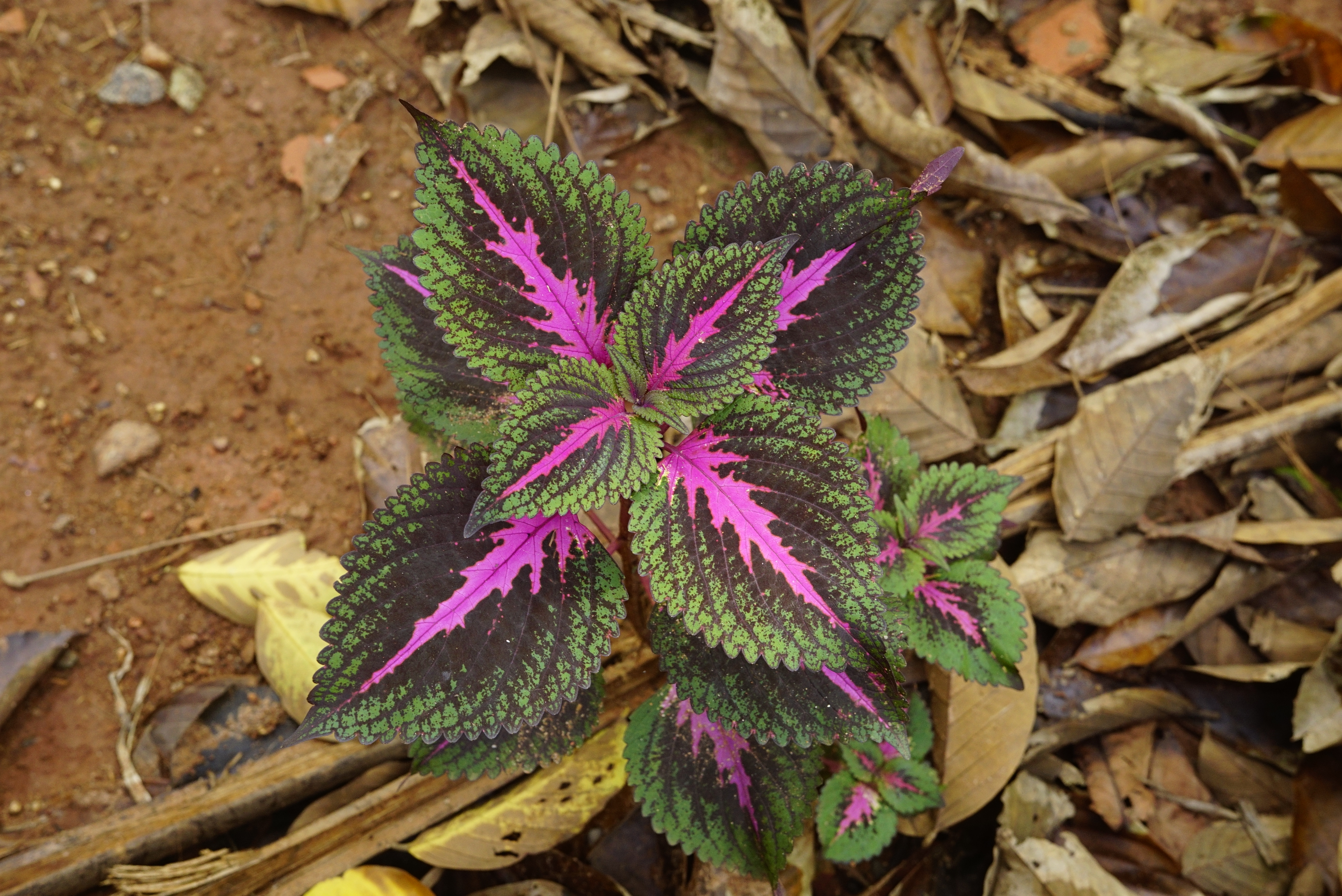
Okrasný kultivar
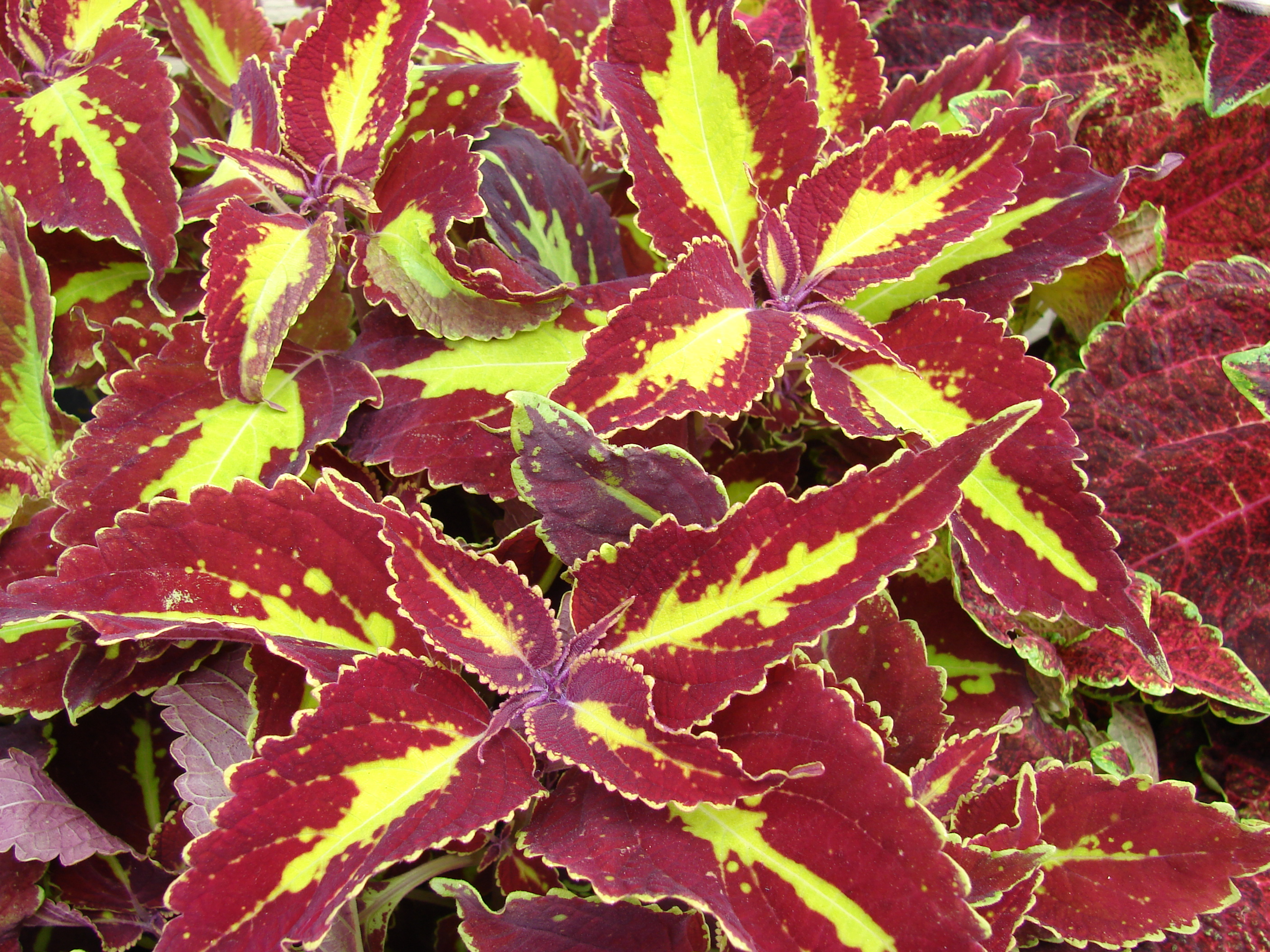
Okrasný kultivar
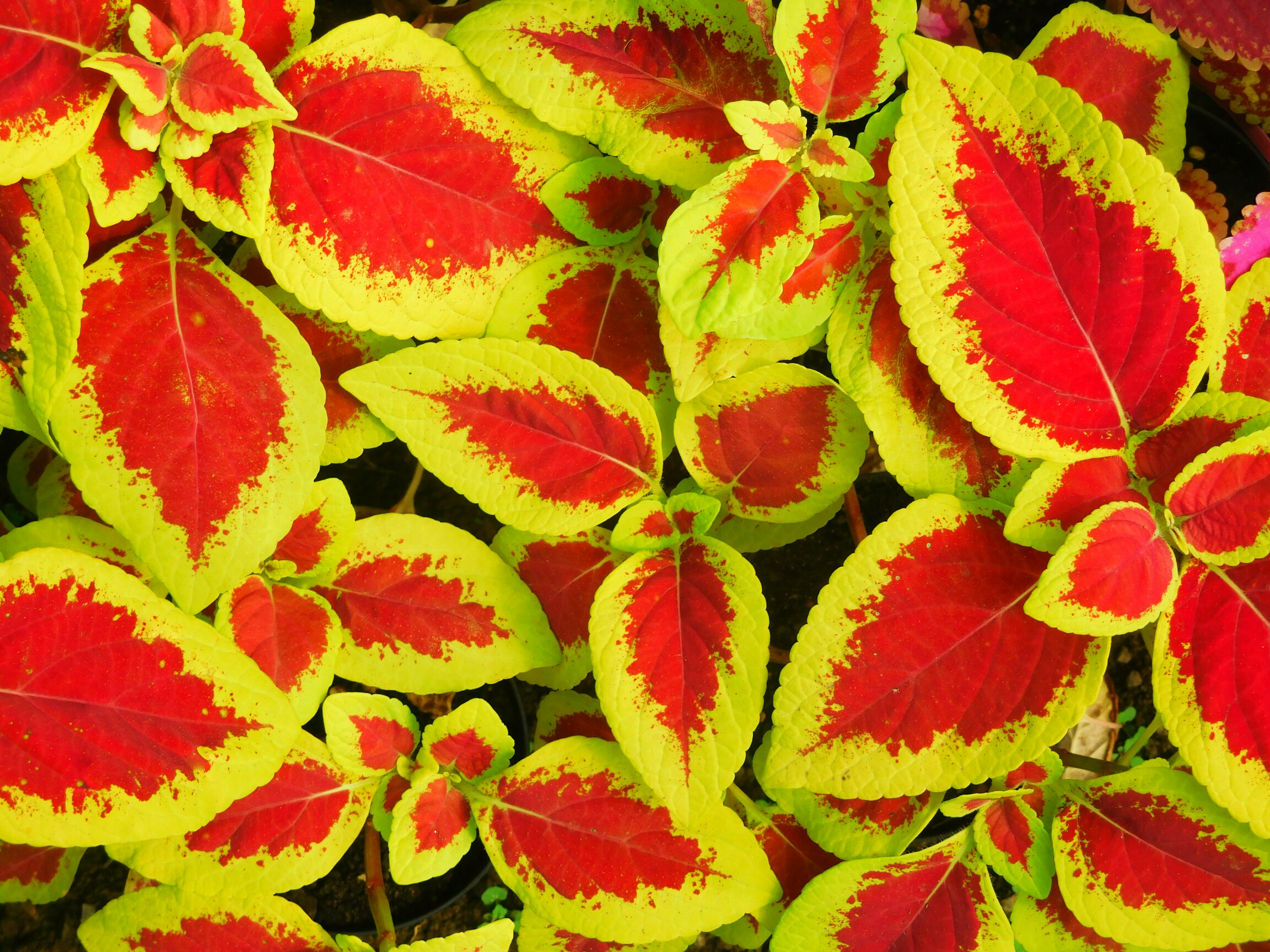
Okrasný kultivar
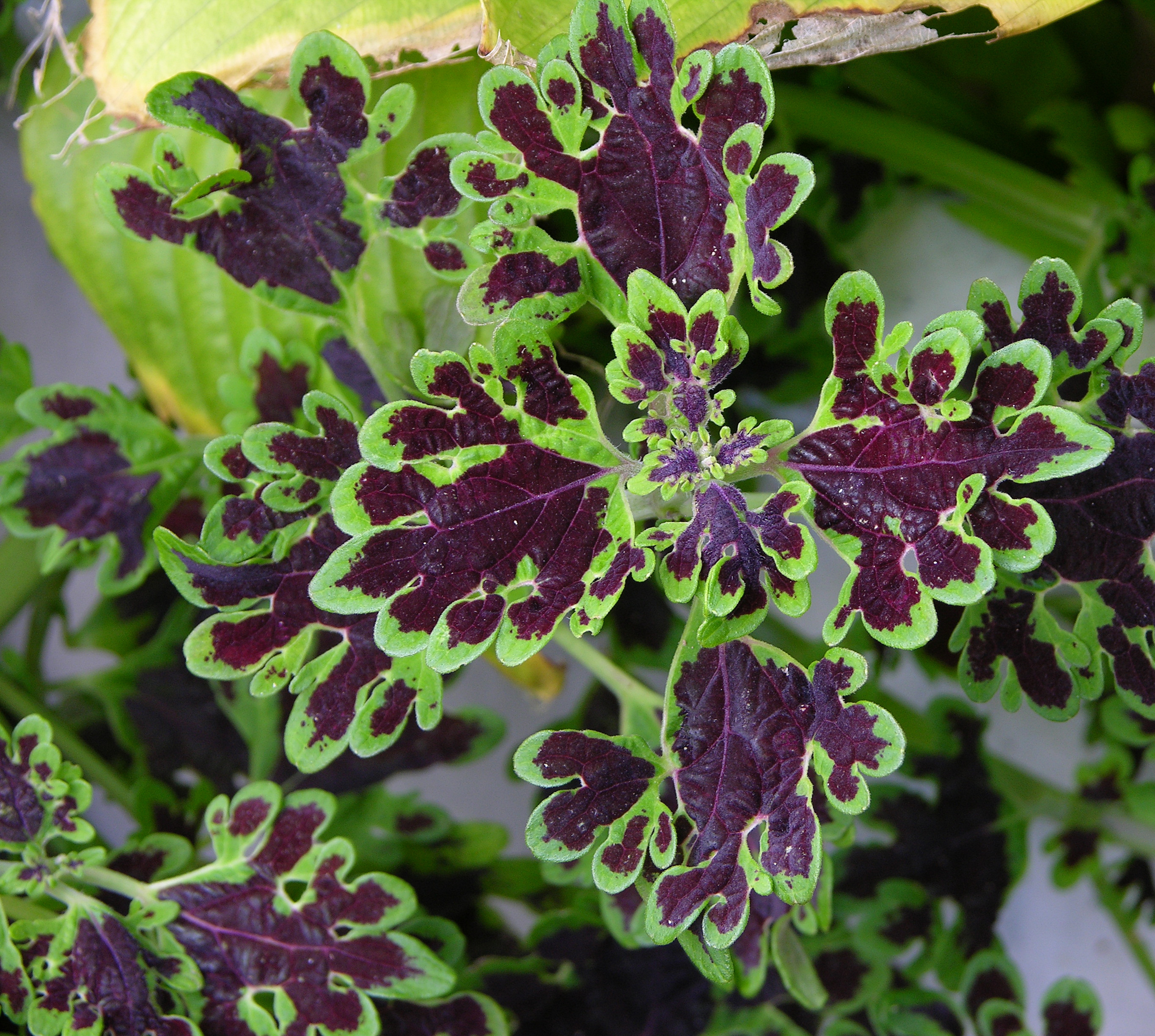
Okrasný kultivar
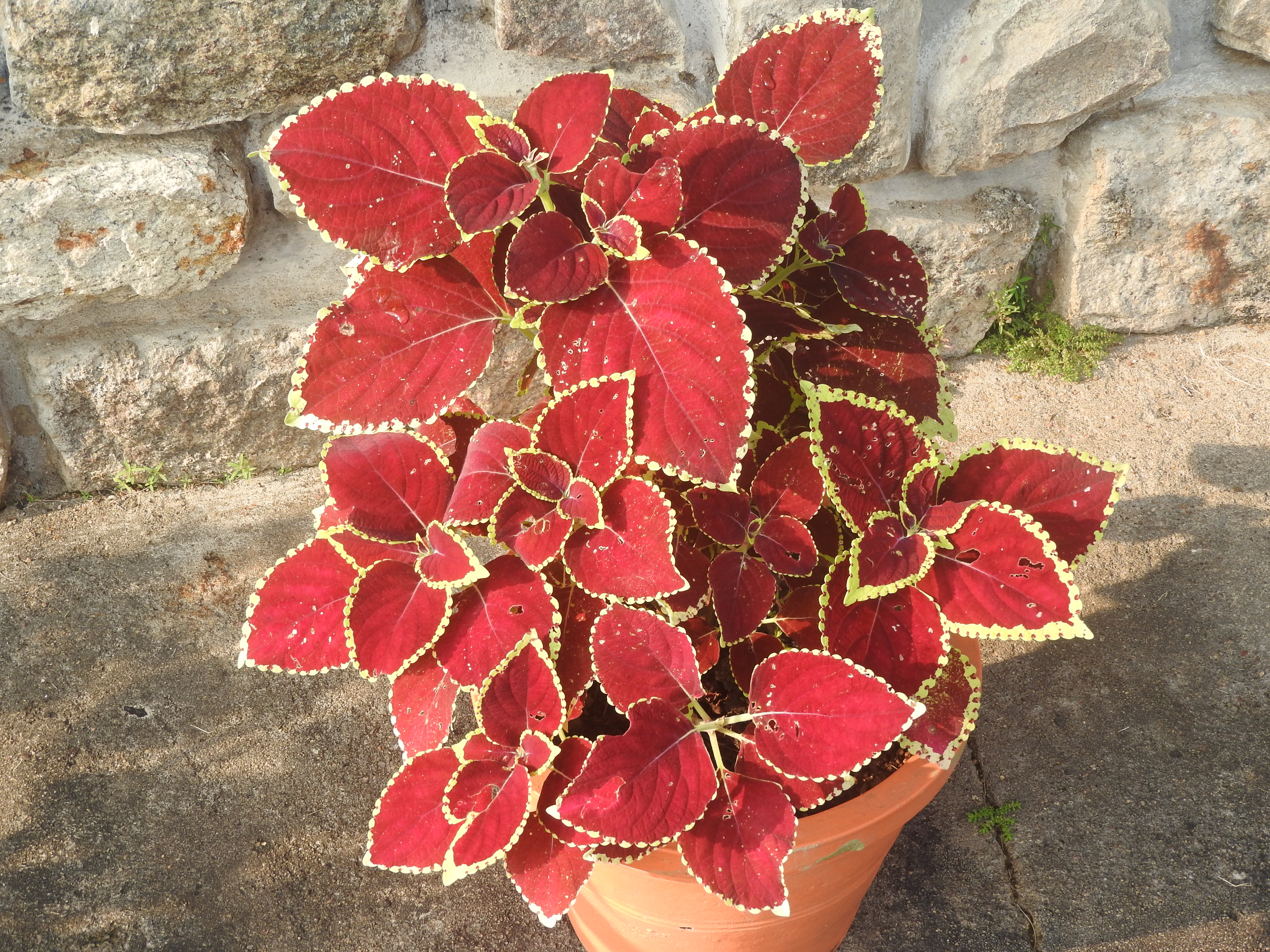
Okrasný kultivar